# 你我他電視周刊
《你我他電視周刊》（英語：Show TV Weekly）是臺灣電視史上曾經存在的電視周刊，1977年創刊，發行單位為中華製作公司旗下雜誌社「你我他電視雜誌社」，綜合報導老三台影劇新聞，主要報導藝人的介紹與活動。你我他電視雜誌社地址為臺北市忠孝東路四段325號（國泰寶通大樓），前中央電影公司董事長葉潛昭曾任發行人，前中視文化公司《掃描綫周刊》總編輯朱婉清曾任編輯主任，映畫傳播創辦人郭建宏曾任業務副總經理，名嘴麥若愚曾任文字記者。
1978年10月30日至1978年12月30日，《你我他電視周刊》開辦「十大歌星金嗓獎」票選活動，以後每年舉辦金嗓獎。1979年第一屆金嗓獎頒獎典禮，中華電視台錄影轉播，張小燕主持；歌林唱片歌星鳳飛飛獲得「最受歡迎十大歌星」、「最佳專輯唱片主唱歌星」、「最佳才藝歌星」、「話題最多歌星」與「最佳台風歌星」第一名，並以歌曲〈流水年華〉獲得「最喜愛歌曲」第一名。
1981年6月9日，《你我他電視周刊》於臺北市來來香格里拉大飯店（今台北喜來登大飯店）金龍廳舉辦第三屆金嗓獎頒獎典禮。
1984年7月10日，《你我他電視周刊》於國立國父紀念館舉辦第六屆金嗓獎頒獎典禮，崔苔菁與凌峰主持，中國電視公司錄影轉播並決定在本月14日星期六綜藝節目《周末八點》播出，臺灣電視公司歌星鄧麗君親自領獎並演唱〈你照亮我的心〉。
1984年10月，華視綜藝節目《綜藝100》停播，《綜藝100》與《民生報》聯合主辦的〈流行歌曲暢銷排行金榜〉隨之走入歷史；之後《你我他電視周刊》與《綜藝100》製作單位威星傳播協議，《你我他電視周刊》自第390期（1985年3月16日出版）起重新開始登載〈國語流行歌曲暢銷排行榜〉榜單。
1985年，中視綜藝節目《黃金拍檔》新開單元〈金嗓獎〉，報導透過《你我他電視周刊》與《民生報》讀者票選的金嗓獎「全國十大金嗓歌星」最新票選結果，並播放前20名歌星的MV。1985年，《你我他電視周刊》於國立國父紀念館舉辦第七屆金嗓獎頒獎典禮，並發行專刊《全國歌星名人錄》。1987年8月22日，《你我他電視周刊》於中華體育館舉辦金嗓獎頒獎典禮，中視錄影轉播。